# 千葉県立薬園台高等学校
千葉県立薬園台高等学校（ちばけんりつ やくえんだいこうとうがっこう）は、千葉県船橋市薬円台五丁目にある県立高等学校。

## 概要
生徒の自主性にまかせた「自由闊達」な教育方針。園芸科と普通科を設置している。園芸科では学校の土地内の農場で野菜や花を授業の一環として栽培しており、習志野農業高校時代以来、収穫したものは一般の人々へ販売されている。

## 設置課程
全日制課程
- 園芸科（1クラス・H組）
- 普通科（7クラス・A-G組）
  - 2年次に文理クラスに分かれ、3年次に文、理、文理（芸術科目はこのコースのみ）に分かれる。
  - 夏休みには実力養成講座を実施

## 沿革
- 1944年（昭和19年） - 私立興亜農林学校設立
- 1945年（昭和20年） - 私立興亜農林学校、船橋農林学校[1]に改称。
- 1946年（昭和21年） - 船橋農林学校、習志野農学校に改称。
- 1948年（昭和23年） - 習志野農学校、(組合立)習志野農業高等学校に改称。
- 1950年（昭和25年） -(組合立)習志野農業高等学校改組、県立に移管し千葉県立船橋高等学校習志野校舎農業科となる。
- 1961年（昭和36年） - 習志野校舎を移転・新築。それと同時期に農業科を園芸科に改組。
- 1963年（昭和38年） - 千葉県立薬園台高等学校設立。千葉県立船橋高等学校習志野校舎園芸科を合併する。
- 1969年（昭和44年） - 大学などの学生運動の影響を受けた生徒の一部が教育長通達などに異議を唱えて、同年10月16日に校舎を占拠[2]。
- 1975年（昭和50年） - 学校群制度実施。船橋、船橋東、市立船橋、市立習志野、八千代の各校と共に第2学校群に編成される。
- 1978年（昭和53年） - 再び単独選抜となる。
- 1990年（平成2年） - 多目的ホールが完成し、市民にも開放[3]。
- 2013年（平成25年） - 創立（独立）50周年記念式典挙行。

## 校歌
校歌である「薬園台高等学校歌」の作詞は大木惇夫が担当している。また、作曲は乗松明広である。

## 校章
下総薬園において、最も多く栽培されてきたリンドウを図案化、校名の「薬」の字を図案全体でかたどったものが使われている。

## 学校行事
4月
- 入学式
- 対面式
- 離退任式
- 新入生歓迎会:「体育の部」、「文化の部」と2日間に渡って行われる。「体育の部」はクラス対抗戦でバレーボール、ドッジボール、バスケットボール、サッカー等の種目で争われる。体育館にて行われる「文化の部」では、学校紹介のビデオ放映、文化委員による文化祭紹介やじゃんけん列車などのレクに加え、『薬高ダンス』と言われる伝統行事、軽音同好会のライブ、有志団体による歌・ダンス等の発表、各種コンテスト等が行われる。

5月
- 生徒総会
- 全校遠足:全クラス参加で、行先、内容等のプランニングは、クラス毎に遠足委員を中心として全て生徒が行う。行先はお台場、葛西臨海公園、横浜、ふなばしアンデルセン公園や小石川後楽園等様々である。

6月
- 75日前イベント:9月に行われるりんどう祭文化の部の75日前に中庭で行われるイベントである。内容は各クラスの30秒PR、カウントダウンボードの発表など。
- 立会演説会

7月
- 芸術鑑賞会:期末考査終了後に行われ、毎年テーマが異なる（3年間で演劇、音楽、古典芸能を鑑賞する）

9月
- りんどう祭:「文化の部（文化祭）」、「体育の部」が行われている。「文化の部」は9月上旬に2日間行われる。体育の部では、4色のチームに分かれて様々な競技で争われる。

11月
- 修学旅行:2年生が対象。入学後に取られるアンケートによって行先を決定する。主な行先は九州や関西方面。

3月
- 卒業式

## りんどう祭
毎年9月に行われる、文化祭と体育祭の総称である。前者は2日間一般公開され、県内でもトップクラスの動員数を誇る。クラス単位で主に1年は食堂やアトラクション、2・3年は演劇、各有志団体の出店が行われる。このりんどう祭では、来場者の投票により「りんどう大賞」「準りんどう大賞」を選出する。5月中にはクラスの出し物がほぼ決定され、翌月からは本格的な準備が始まる。
文化祭前日には前日祭があり、文化委員長の挨拶や全出場団体の45秒間PRが行われる。また1日目の公開終了後には中庭で中夜祭が行われる。文化祭終了後に行われる後夜祭は生徒、卒業生のみ参加可能である
有志団体による発表、軽音同好会のライブ、文化委員会の各部長による挨拶、結果発表、「薬高ダンス」と呼ばれるイベント等が行われる。

## 交通
- 京成電鉄松戸線習志野駅徒歩5分（校門前まで）
- 京成バス千葉セントラル 薬園台高校入口バス停下車

## 撮影ロケ地
- コントが始まる
- 加藤シゲアキ 小説『オルタネート』オフィシャルプロモーションビデオ（2020年）

## 著名な出身者
- 上田栄治（元サッカー選手、元湘南ベルマーレ監督、元サッカー女子日本代表監督、1972年卒）
- 松戸徹（政治家、船橋市市長、1973年卒）
- 小林泉美（ミュージシャン、1975年卒）
- 松本保典（声優、1978年卒）
- 井上義朗（経済学者、中央大学商学部教授、1980年卒）
- 増田裕子 （ケロポンズ、 1980年卒）
- 帆足由美（フリーアナウンサー、元静岡エフエム放送アナウンサー、現在はベイエフエムなどに出演、1982年卒）
- 浦田典明（NHKアナウンサー、1986年卒）
- 小澤岳昌（化学者、東京大学理学系研究科化学専攻教授、1988年卒）
- 佐藤信人（プロゴルファー、1988年卒）
- 西ノ園達大（舞台俳優、1989年卒）
- 斉藤和子（政治家、前衆議院議員、日本共産党、1993年卒）
- 黒鳥文絵（現姓：宇佐見）（元水泳選手、個人メドレー元日本記録保持者、アトランタオリンピック個人メドレー代表、現和洋国府台女子高等学校教諭、水泳部コーチ、1994年卒）
- 立川志ら玉（落語家、1994年卒）
- 戸田比呂子（女優、2004年卒）
- 熊崎風斗（TBSアナウンサー、2008年卒）
- 畑下由佳（日本テレビアナウンサー、2010年卒）
- 鈴木凌平（俳優・ダンサー、2011年卒）